# سانت‌آنتونینو دی سوسا
سانت‌آنتونینو دی سوسا (به ایتالیایی: Sant'Antonino di Susa) یک کومونه در ایتالیا است که در استان تورین واقع شده‌است. سانت‌آنتونینو دی سوسا ۱۰٫۰ کیلومتر مربع مساحت و ۴٬۳۹۱ نفر جمعیت دارد و ۳۸۰ متر بالاتر از سطح دریا واقع شده‌است.